# Ioan Murgescu
Ioan Murgescu (n. 27 martie 1846, Buzău – d. 5 martie 1913, București) a fost un amiral român, care a îndeplinit funcția de comandant al Marinei Militare Române (1874-1877, 1877-1879 și 1888-1901).

## Începuturile carierei marinărești
Ioan Murgescu s-a născut la data de 27 martie 1846 în orașul Buzău. După absolvirea liceului, el s-a dedicat carierei militare, orientându-se spre marină și prezentându-se în martie 1864 la concursul organizat de Ministerul de Război pentru trimiterea unui elev la Școala Navală din Brest (Franța).
A reușit la examen și, la 1 august 1864, Ioan Murgescu s-a înmatriculat la respectiva școală, unde a obținut în primul an de studiu rezultate excepționale. Ca urmare a acestor rezultate, ministrul de război a înaintat un referat către Consiliul de Miniștri în ședința din 19 iulie 1865 prin care a propus: «elevului Murgescu Ioan trimis în Francia la Școala Navală de la Brest, pentru silința la studiu la care a dat probe, să i se dea o sumă de 300 franci din capitolul misiilor, sub titlul de gratificație considerând că asemenea recompense au drept scop a încuraja silința.»
A absolvit cursurile Școlii Navale la 1 august 1866, după care a efectuat un voiaj de instrucție cu nava-școală franceză «Jean Bart». Astfel, printr-o adresă din 4 octombrie 1866 ministrul de marină și colonii al Imperiului Franței l-a informat pe agentul României la Paris că: «junele Murgescu Ioan, supus român, pe care îl autorizasem în 1864 a urma cursurile Școlii Navale Imperiale, a sfârșit cursurile acestei școli. Îl autorizăm, de asemenea, a face campania vasului școală « Jean Bart», cu asimilația gradului de aspirant de a doua clasă».
După încheierea studiilor în Franța, Ioan Murgescu a revenit în România la 24 octombrie 1866, fiind încadrat în Corpul Flotilei cu gradul de sublocotenent. Timp de câțiva ani timp, a îndeplinit funcția de ofițer secund și comandant pe nava «Ștefan cel Mare» (1866-1871) și apoi comandant pe nava „România”, nave aflate în dotarea Flotilei Române în perioada respectivă, fiind avansat la gradul de locotenent (1869) și apoi la gradul de căpitan (1871).
În anul 1873, căpitanul Murgescu a fost numit la comanda canonierei «Fulgerul», noua navă a flotilei române, construită în șantierele din Toulon (Franța), fiind însărcinat cu aducerea în țară a acesteia și comandând astfel pentru prima dată o navă românească de război în Marea Mediterană și în Marea Neagră. La sosirea în România, în aprilie 1874, căpitanului Murgescu i s-a conferit medalia «Virtutea Militară» cls. I pentru îndeplinirea în cele mai bune condiții a misiunii încredințate.

## Comandant al Marinei Militare Române
În anul următor, la data de 10 decembrie 1874, cpt. Ioan Murgescu a fost numit provizoriu în funcția de comandant al Flotilei Române în locul maiorului Nicolae Dimitrescu-Maican, iar dupa înaintarea la gradul de maior, la 6 iunie 1875, a fost titularizat în această funcție, rămânând la comanda flotilei până la 1 aprilie 1877.
După o lună, el a fost atașat pe lângă comandantul Flotilei Ruse de Dunăre, calitate care i-a permis participarea la conceperea și executarea uneia dintre cele mai spectaculoase operațiuni de luptă navale din Războiul de Independență. Este vorba de atacul de la Măcin din noaptea 12/13 mai 1877, în timpul căruia șalupa torpiloare «Rândunica», comandată de maiorul Murgescu a scufundat monitorul otoman «Duba Seifi» cu un deplasament de 2500 t. Ca urmare a acestei strălucite fapte de arme, maiorul Murgescu a primit Ordinul rus «Sf. Vladimir» cls. IV-a cu spade și rozete și Ordinul Național «Steaua României». După aceste acțiuni, maiorul Murgescu a fost numit comandant al grupului de șalupe "Rândunica" și "Bucur" cu ajutorul cărora au fost construite podurile de vase românești peste Dunăre, iar apoi comandant al stațiunii de baraj de la Nedeia, sub comanda sa realizându-se un baraj de mine românesc care și-a dovedit eficiența de-a lungul războiului.
La data de 1 decembrie 1877, maiorul Murgescu a revenit la comanda Corpului Flotilei Române, deținând această funcție până la 8 aprilie 1879, când a fost numit în funcția de director al nou-înființatului Arsenal al Flotilei din Galați. Între timp, el a fost înaintat la gradul de locotenent-colonel. În anul 1881, a fost avansat colonel și i s-a încredințat comanda Școlii Fiilor de Militari din Iași. Apoi, pentru o perioadă de 4 ani (1882-1886), colonelul Murgescu a deținut funcția de inspector al navigației și porturilor. A fost apoi comandant al Depozitului și Diviziei echipajelor.
La data de 10 mai 1888, colonelul Ioan Murgescu a fost numit pentru a treia oară în funcția de comandant al Corpului Flotilei Române, deținând această funcție până la 1 aprilie 1901, când s-a retras la cerere din marină, cu gradul de contraamiral. A fost decorat cu Ordinul „Coroana României” în gradul de comandor.
În mai 1898, a fost adoptată Legea de organizare a Marinei Militare, care a avut în vedere evoluțiile ce s-au produs în ultimele decenii în această arma. Noua lege a statuat, pentru prima dată, gradele specifice Marinei Militare: amiral, viceamiral, contraamiral, comandor, capitan comandor, locotenent comandor. În aceasta situație generalul Ion Murgescu a fost trecut printre primii în corpul ofițerilor de marină, gradul de general fiindu-i echivalat cu acela de amiral. La 10 mai 1911 a fost înaintat la gradul de viceamiral în rezervă.
Viceamiralul Ioan Murgescu a încetat din viață la data de 5 martie 1913 în orașul București și a fost înmormântat în Cimitirul Belu cu onorurile militare cuvenite, discursul de adio fiind rostit de către Ion I. C. Brătianu.
În semn de omagiere a personalității sale, numele său este purtat de către prima navă românească de război construită în întregime în România, la Galați, în 1939, care a fost puitorul de mine «Amiralul Murgescu», de Școala Militară de Maiștri a Forțelor Navale "Amiral Ion Murgescu" și de Școala cu clasele I-VIII «Viceamiral Ioan Murgescu» din comuna Valu lui Traian (jud. Constanța).